# Edifício São Vito
O edifício São Vito em 2006.
O Edifício São Vito, popularmente conhecido como Treme-Treme, foi um edifício residencial de 27 andares, localizado na Avenida do Estado, número 3 170, região do Parque Dom Pedro II, no Centro de São Paulo. 
Sua construção foi iniciada em 1954 e finalizada em 1955 ou 1959. O edifício foi esvaziado em 2004 pela então prefeita Marta Suplicy, e seu processo de demolição foi iniciado e finalizado pela gestão de Gilberto Kassab. A demolição durou cerca de seis meses e foi concluída em maio de 2011.

## História

### Construção
O Edifício São Vito foi projetado pelo engenheiro Aron Kogan e erguido pela Construtora Zarzur & Kogan. As obras começaram em 1954 e foram concluídas em 1955 ou 1959, dependendo da fonte que se consulta. O terreno original tinha 784,17 metros quadrados. A arquitetura do prédio teve influência do modernismo e foi concebida como "solução" para o problema da moradia popular, embora também tivesse doze conjuntos comerciais. A estrutura é de concreto armado, com brises horizontais. Naquela época, era um dos prédios mais imponentes da cidade de São Paulo. Três elevadores serviam originalmente o prédio. O último andar é uma área livre de 800 metros quadrados, que chegou a ser usada para eventos nos anos 1960. Os corredores dos andares tinham cerca de oitenta centímetros de largura, e as escadas internas, 1,20 metro.

### Degradação

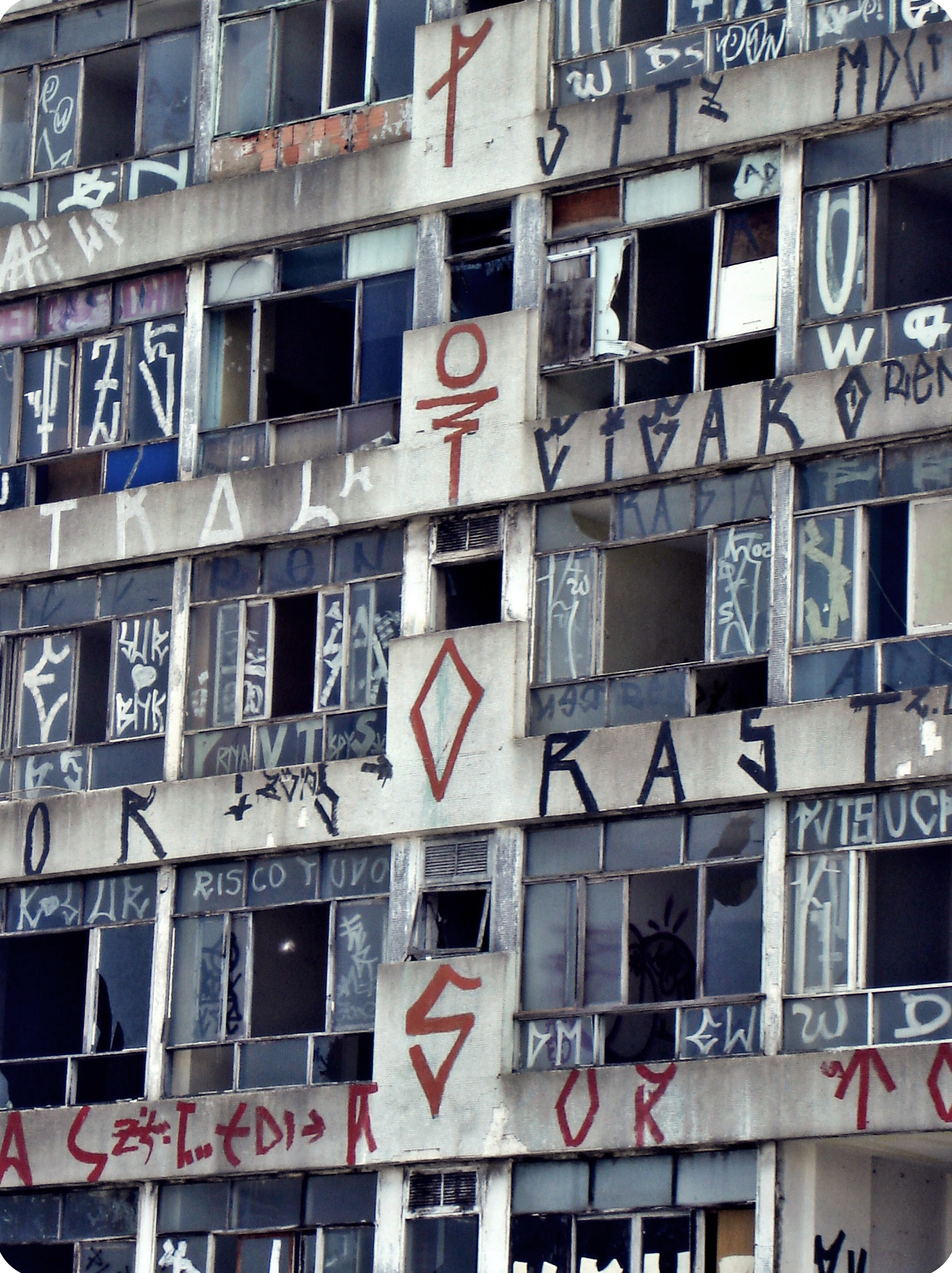
Janelas do São Vito

Na planta original, o edifício tinha 624 apartamentos (24 por andar) com área de 28 a 30 metros quadrados cada, projeto concebido para atrair pessoas profissionais liberais, imigrantes, caixeiros-viajantes e casais que chegassem à cidade durante um período de grande crescimento econômico.
Em 1985 a revista Veja em São Paulo escreveu que o edifício era, "talvez, a maior concentração populacional da cidade, [com] 3 mil pessoas, a maioria biscateiros, assalariados modestos e prostitutas". Artigo publicado pela revista Época São Paulo em setembro de 2009 defende que a deterioração que começaria nos anos 1980 deveu-se, "em parte, à homogeneidade do público", ao contrário de prédios erguidos com o mesmo conceito, como o Copan, que eram também atrativos para a classe média. Essa degradação foi acentuada pela divisão de diversas quitinetes em duas, pela instalação de diversas "gambiarras" na rede elétrica (80% dos pontos de ligação do prédio eram clandestinos em 2002) e até pela suspensão da coleta de lixo, o que levou muita gente a atirar sacos de lixo das janelas, além de água suja e restos de comida. Por atrasos no pagamento das contas, a Sabesp interrompeu o serviço de abastecimento de água no edifício em 1973, o que levou a administração do condomínio a usar um velho poço artesiano no subsolo para manter a rede interna abastecida. Oito anos depois, no entanto, a Cetesb constatou que essa água estava contaminada por coliformes fecais. O abastecimento por poços artesianos duraria até 1982, quando uma cheia do Rio Tamanduateí os poluiu, e a Sabesp voltou a ser a responsável pela água, a um custo mais alto. Dos três elevadores originais, apenas um estava em funcionamento em 2002, ainda assim servindo apenas até o 15.º andar, o que gerava filas de até meia hora para os moradores em horários de pico.
Nessa época o edifício, então o maior cortiço verticalizado da cidade, já tinha sido apelidado de "Balança, mas não Cai" e "Treme-Treme". "É um lugar perigoso, difícil de entrar", contou uma delegada ao jornal Folha de S. Paulo em 2002. "Só tendo aval de algum morador, ter credibilidade na área, ser gente conhecida. Ou então com a polícia." Mesmo viaturas policiais que iam atender ocorrências nos anos 1980 chegaram a ser atingidas por botijões de gás e vasos sanitários que eram atirados dos andares do edifício. Já fazia anos que se registrava com frequência furtos entre apartamentos, especialmente de roupas deixadas para secar nas janelas. Reclamações de arrombamento de apartamento também eram frequentes.
A primeira proposta de implosão foi em dezembro de 1987, quando Jânio Quadros, então prefeito da cidade, leu em uma reportagem do jornal O Estado de S. Paulo que a polícia tinha dificuldades para entrar no prédio e teria mandado ao diretor do Contru a página com a reportagem e a determinação: "Imploda-o." O pedido de desapropriação foi suspenso três semanas depois. Em 5 de julho de 1991 houve um princípio de incêndio em dois apartamentos do edifício, que só não foi maior porque havia um grupamento de incêndio do Corpo de Bombeiros a apenas dois quilômetros dali. O combate ao fogo foi prejudicado pela falta de água nos hidrantes e pela ausência de extintores nos andares, que teriam sido roubados por moradores do prédio interessados em vendê-los, segundo o Contru. Além disso, o alarme de incêndio e as luzes de emergência do prédio não estavam funcionando. Após o incêndio ser controlado, o diretor do Contru, Ives de Freitas, declarou: "O São Vito é um cortiço vertical." Naquele mês o Contru enviou duas intimações à administração do São Vito e prometeu vistorias.
No ano seguinte, a mudança da sede da Prefeitura para o vizinho Palácio das Indústrias fez com que novos contratos de aluguel dos apartamentos do edifício sofressem um aumento de até 300%. A então síndica apostava que a proximidade com a Prefeitura a ajudaria a levantar fundos para reformar o prédio e falava até em alugar o salão do último andar, que tinha 870 metros quadrados, para que "algum empresário" o transformasse "no novo 'Terraço Itália' da cidade".
A violência dentro do próprio edifício fez com que aos poucos os moradores deixassem o prédio: havia 150 apartamentos abandonados em 2002. Nessa época havia planos de mudar o nome do edifício para Bulevar Palace. A inadimplência de muitos moradores também contribuía para a degradação do local — 65% das unidades estavam inadimplentes em 2002. Ela teria aumentado quando a então prefeita Marta Suplicy anunciou a implosão do prédio em 2003.

### Desocupação

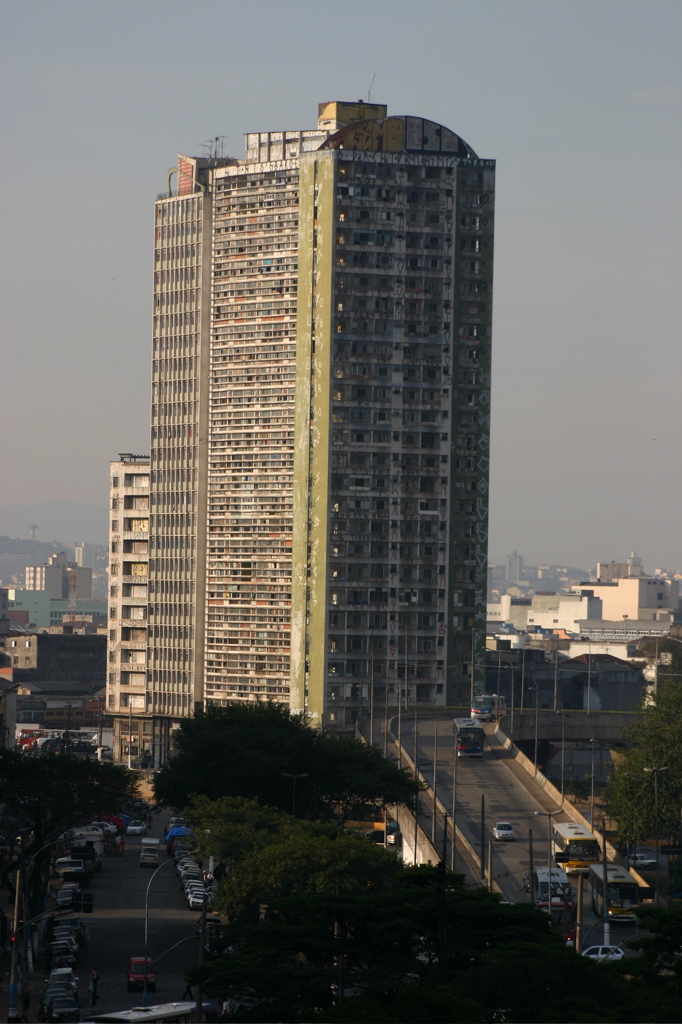
Os Edifícios "São Vito" e o "Mercúrio", com o viaduto Diário Popular à direita. Ambos foram demolidos para uma revitalização da região.

A primeira estimativa de custos para recuperar o prédio foi feita em 2002, pela Emurb foi de 3,5 milhões de reais. O aluguel médio era de 120 reais e a taxa mensal de condomínio era de cem reais, enquanto os valores dos apartamentos não passavam de três mil a quatro mil reais. Nessa época foi feito um estudo para medir o impacto da demolição do São Vito e do Mercúrio. No ano seguinte a prefeitura declarou intenção de desapropriar o edifício, o que ocorreria no fim do ano. Haviam sobrado nessa época 477 moradores, e ele foi totalmente desocupado em 25 de junho de 2004, quando as últimas 140 famílias deixaram o prédio. A cada família despejada a prefeitura ofereceu um auxílio mensal de 300 reais, pago durante 36 meses. A intenção era reformá-lo, por um custo de oito milhões de reais, ampliando a área de cada apartamento e diminuindo o número de unidades, projeto orçado em 16 milhões de reais em 2003, para que os apartamentos fossem revendidos, com prioridade para os antigos moradores. "Resolver o drama do São Vito, símbolo do abandono, é um desafio para a administração", disse Marta Suplicy em 2002.
Mas um estudo de viabilidade, pedido por José Serra quando assumiu a prefeitura no início de 2005, determinou que o custo por apartamento excedia o teto do programa de habitação popular da Caixa Econômica Federal. O programa da Caixa ainda determinava que o financiamento só seria concedido caso o entorno estivesse "recuperado e atraente". Em 2006 o secretário municipal da Habitação, Orlando Almeida, chegou a descartar a hipótese de demolição. Houve ainda a proposta de transformar o edifício em hotel, biblioteca ou sede de secretarias, mas todos os projetos nesse sentido foram rejeitados. Com isso, a demolição voltou a ser a alternativa, mas deveria ser feita manualmente, para não afetar a estrutura do Mercado Municipal, especialmente seus vitrais, importados da Alemanha — outra versão dá conta que o prédio não poderia ser implodido por seu subsolo não ter profundidade suficiente para receber os escombros, que formariam uma pilha com o equivalente a vinte andares de altura.
O início da demolição foi anunciado em 2008 pelo secretário das subprefeituras, Andrea Matarazzo, que falou na construção de uma garagem subterrânea no terreno, mas ainda faltavam dois anos para que a demolição de fato começasse. O Edifício Mercúrio, prédio contíguo, foi desocupado totalmente apenas em fevereiro de 2009 e também foi destinado a ser demolido.

### Demolição
À exceção do São Vito e do Mercúrio, a demolição dos demais prédios do quarteirão começou em junho de 2010. O processo de demolição, no entanto, arrasta-se desde 2006, o primeiro prazo final apresentado pela prefeitura. A demolição é contestada na Justiça por 59 proprietários de baixa renda. "É uma falácia dizer que prédios como o São Vito poderiam ser destinados à moradia popular", disse a diretora de paisagismo da Empresa Municipal de Urbanização (Emurb), Regina Monteiro, ao jornal O Estado de S. Paulo em junho de 2008. "Um prédio daquele tamanho no centro tem um alto custo, que famílias de baixa renda não conseguiriam manter." Benedito Lima de Toledo, professor de História da Arquitetura da Faculdade de Arquitetura e Urbanismo da Universidade de São Paulo, concordava, na mesma edição: "O São Vito e o Mercúrio são obras incompatíveis com a escala que deve ter o parque. Não existe vocação habitacional naquela região."
Por sua vez a Defensoria Pública do Estado de São Paulo e outras entidades consideram que os edifícios deveriam ser reformados e destinados à moradia popular, já que, de acordo com o plano diretor do município, estão em uma zona especial de interesse social (Zeis). Neste sentido foi proposta na 3.ª Vara de Fazenda Pública, em 2009, uma ação civil pública, de número 053.09.025287-2. O juiz acolheu a cota do Ministério Público e concedeu a liminar pleiteada, que impede a demolição dos dois edifícios até o julgamento do mérito da ação. "Os edifícios foram desapropriados pela [Prefeitura] por interesse social de revitalização do centro e implantação de programa habitacional", escreveu o juiz ao conceder a liminar. "A demolição caracteriza desvio de finalidade, além de se antecipar ao planejamento urbano, inexistente, precedido de audiência pública." "É ingênuo crer que pelo fato de o local ser em Zeis ali vão brotar prédios", explicava o presidente da Cohab para criticar os autores da ação. "Além da lei, que pode criar incentivo, é preciso tijolo, cimento, mão de obra, coisas que não são tão simples." A contrapartida oferecida pelo município foi a desapropriação de 53 imóveis no centro, que seriam reformados e vendidos à população carente. As empresas responsáveis pela demolição já estavam contratadas em abril de 2010, aguardando apenas o fim das ações judiciais.
O projeto atual é de construção de uma praça de 5,4 mil metros quadrados, integrada ao Parque Dom Pedro II, no local onde ficam os dois edifícios, embora anteriormente tenha-se falado na construção de uma creche ou de um edifício-garagem. Comerciantes da região ouvidos pelo Jornal da Tarde são contrários à criação de um parque na quadra, sugerindo a ocupação do terreno por um estacionamento para atender o Mercado Municipal. "Se fizerem o parque, vai ter que ter segurança", avaliou uma vendedora ouvida pelo JT.
Depois que a Prefeitura foi imitida em sua posse, em virtude da desapropriação, o prédio foi fechado e o São Vito teve a maioria de seus vidros quebrados, ficou sujo e bastante pichado. Além dos pichadores, vizinhos garantiam que o prédio era frequentado por usuários de crack desde a desocupação, algo que foi acentuado depois da colocação de tapumes.
As obras para a demolição foram retomadas no início de setembro, embora a Defensoria Pública ainda pretendesse recorrer. Após a supressão dos andares mais altos do São Vito, deixando-o com a mesma altura do Mercúrio, os dois prédios passaram a ser demolidos ao mesmo tempo, o que facilitava a circulação dos operários entre os pavimentos. O entulho resultante da demolição, estimado em 39 mil metros cúbicos, deveria ser reaproveitado na produção de pavimento para ruas e na construção de um dique antienchentes no Jardim Romano. Após o início dos trabalhos foi bloqueada uma das três faixas da Avenida do Estado, no sentido Marginal Tietê, o que deveria ser mantido até o fim dos trabalhos de demolição. Embora a CET garantisse que iria "acompanhar e monitorar o desempenho do trânsito", motoristas que costumam trafegar pela região ouvidos pelo JT afirmavam acreditar que o trânsito iria piorar na região.
Apesar da previsão inicial de que a demolição fosse finalizada em fevereiro de 2011, ela foi encerrada no início de maio de 2011. O projeto substituto, entretanto, uma unidade do Sesc e outra do Senac, só deveria ter suas obras iniciadas entre o fim de 2011 e o início do ano seguinte, mas até o início de 2013 nenhuma obra tinha sido iniciada no terreno. No ano anterior, até os tapumes que passaram a ficar em torno do terreno foram roubados. Em julho o terreno passou a ser usado por "flanelinhas" para estacionamento clandestino de automóveis. A Prefeitura então autorizou que a empresa que construiria um pontilhão sobre o Rio Tamanduateí utilizasse o terreno como canteiro de obras, para evitar a ocupação irregular.